# Amphithéâtre de Limoges
L'amphithéâtre de Limoges, parfois appelé arènes de Limoges, est un amphithéâtre romain construit au IIe siècle dans la ville d'Augustoritum, aujourd'hui Limoges.
Ce grand monument mesurant 137 × 116 m est très probablement construit sous la dynastie des Antonins. Tous les vestiges qui ont été épargnés par l'exploitation du site qui a servi de carrière à partir du Haut Moyen Âge sont classés au titre des monuments historiques en 1968 mais ils sont enfouis pour les préserver.

## Localisation
L'amphithéâtre est érigé à 1 500 m au nord de la Vienne, sur une hauteur qui constitue le point culminant de l'agglomération gallo-romaine. Il est bâti au nord-ouest de la ville antique, au carrefour de la voie romaine allant de Lugdunum-Lyon à Mediolanum Santonum-Saintes (Via Agrippa) et de celle reliant Limoges à Limonum (Poitiers), à l'extrémité nord du cardo maximus, l'extrémité sud étant occupée par le théâtre dans une volonté manifeste de monumentalisation. Augustoritum est d'ailleurs, à cette époque, l'une des rares villes à bénéficier à la fois d'un amphithéâtre et d'un théâtre.

## Histoire
Augustoritum, chef-lieu de la civitas des Lémovices, est une cité prospère sur un important axe commercial nord-sud. Bâtie à 25 km à l'ouest de l'ancien oppidum de Villejoubert, sur un site non urbanisé avant la conquête romaine, elle se dote de monuments importants comme le pont sur la Vienne, les thermes, le forum, le théâtre et l'amphithéâtre. Maurice Ardant avance l'hypothèse d'une construction de ce dernier monument commencée sous Hadrien et terminée sous Antonin le Pieux. D'autres sources, plus récentes, font état d'un amphithéâtre datant de la « dynastie des Antonins au sens large ».
Au moment de la chute de l'Empire romain, l'amphithéâtre est déjà abandonné et sert de carrière pour la construction d'habitations et des premières églises : la basilique du Sauveur, édifice principal de l'abbaye Saint-Martial de Limoges, aurait largement bénéficié de colonnes et pierres du monument gallo-romain. Les ruines servent de repaire pour les brigands et les mendiants ; on arase donc plusieurs des pans de mur encore debout au XVIe siècle. Le « creux des Arènes » sert ensuite de lieu de prédication et d'exécution,.
L'essentiel des restes de l'amphithéâtre est masqué par les travaux de l'intendant Charles Boucher d'Orsay lors de l'aménagement du jardin d'Orsay en 1718 qui entraîne le nivellement du site et son remblai sur plusieurs mètres d'épaisseur. Les travaux de rénovation du site en 1966 permettent de redécouvrir quelques vestiges classés au titre des monuments historiques par arrêté du 8 octobre 1968. Des éléments de galeries sont mis au jour en 1982. Après étude, tous les vestiges encore à l'air libre sont enfouis en 1998 pour assurer leur conservation.

## Description

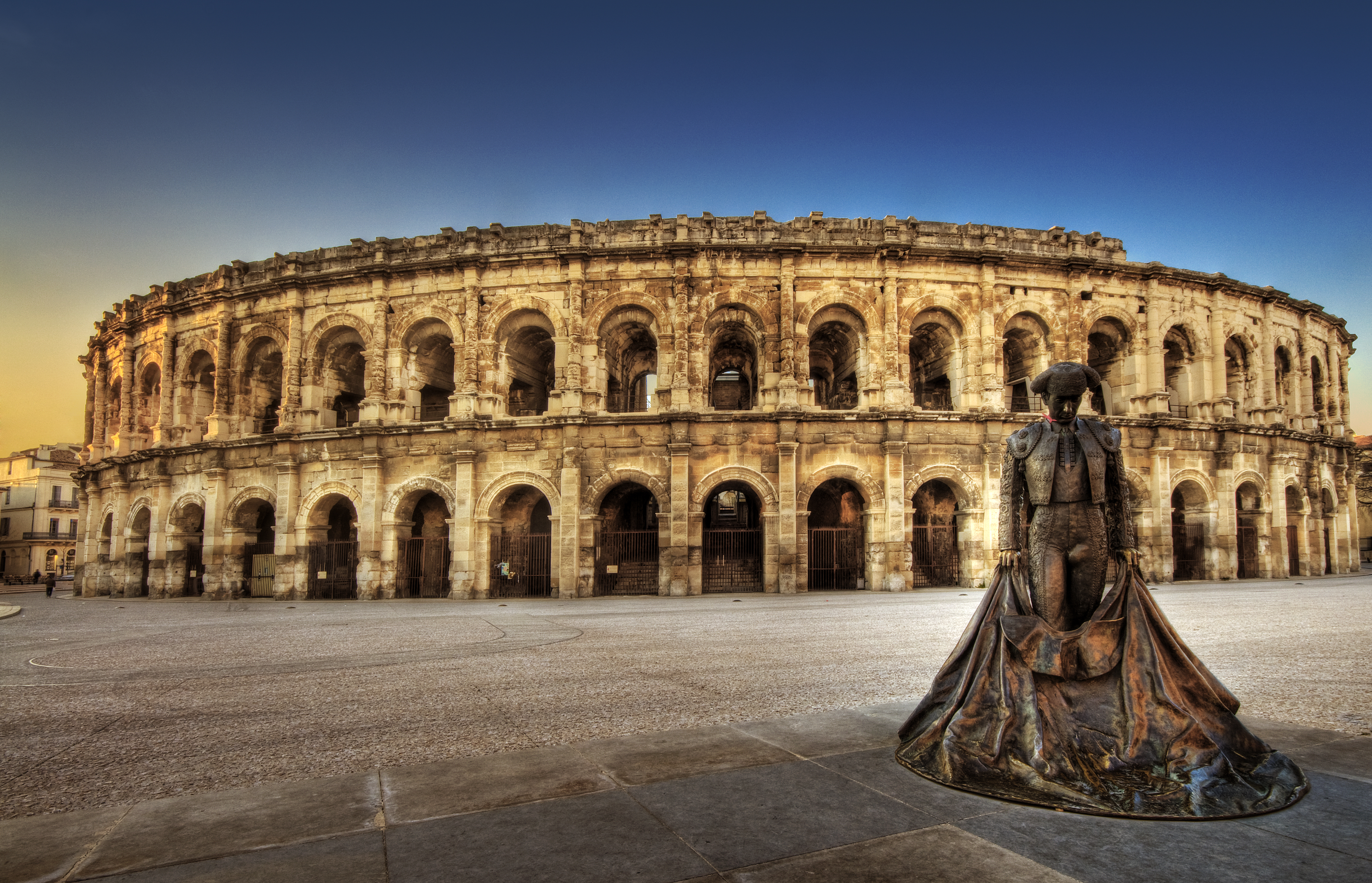
Amphithéâtre de Nîmes.

De forme elliptique, le monument mesure 137 m de long pour 116 m de large et son arène 64 × 48 m ; il est l'un des plus grands de la Gaule romaine. Sa capacité estimée varie entre 20 000  et   25 000 spectateurs. Les spectateurs accèdent aux niveaux les plus bas de la cavea par 14 entrées réparties sur le pourtour du monument au niveau de la galerie du rez-de-chaussée. Des escaliers conduisent à la galerie supérieure qui donne accès à la partie haute de la cavea.
Sur le modèle des amphithéâtres à structure creuse, son plan est analogue à celui de l'amphithéâtre de Nîmes, augmenté d'une galerie intérieure mais, comme lui, il présente deux niveaux de 64 arcades en façade peut-être surmontés d'une attique. Ses murs sont parementés en petit appareil de moellons de migmatite, de gneiss ou de granite dont les joints sont en relief enserrant un blocage de pierres noyés dans du mortier ; aucune terre cuite architecturale n'est mise en œuvre et les blocs de grand appareil semblent réservés aux escaliers internes et peut-être aux corniches des galeries et de l'attique.
Aucun vestige des gradins n'a été retrouvé, ce qui laisse la place à deux hypothèses : des gradins en bois sur charpente comme au Palais Gallien et détruits par le temps ou des gradins en pierre intégralement récupérés et remployés dans d'autres constructions.
Certains vestiges enfouis (piliers, pilastres) sont conservés sur une hauteur de 2 m mais le niveau de l'arène se trouve à 5,30 m sous la surface du jardin d'Orsay,.